# Pelargoderus basalis
Pelargoderus basalis är en skalbaggsart som först beskrevs av Charles Joseph Gahan 1907.  Pelargoderus basalis ingår i släktet Pelargoderus och familjen långhorningar. Inga underarter finns listade i Catalogue of Life.